# Insurgentes, Guanajuato
Insurgentes är en ort i Mexiko.   Den ligger i kommunen San Miguel de Allende och delstaten Guanajuato, i den centrala delen av landet, 240 km nordväst om huvudstaden Mexico City. Insurgentes ligger 1 941 meter över havet och antalet invånare är 644.
Terrängen runt Insurgentes är varierad, och sluttar västerut. Runt Insurgentes är det ganska tätbefolkat, med 96 invånare per kvadratkilometer. Närmaste större samhälle är San Miguel de Allende, 2,7 km söder om Insurgentes. Trakten runt Insurgentes består i huvudsak av gräsmarker.